# Kilvelur
Kilvelur (o Kil Valur, Kilvelure) è una suddivisione dell'India, classificata come town panchayat, di 7.404 abitanti, situata nel distretto di Nagapattinam, nello stato federato del Tamil Nadu. In base al numero di abitanti la città rientra nella classe V (da 5.000 a 9.999 persone).

## Geografia fisica
La città è situata a 10° 46' 0 N e 79° 43' 60 E e ha un'altitudine di 1 m s.l.m..

## Società

### Evoluzione demografica
Al censimento del 2001 la popolazione di Kilvelur assommava a 7.404 persone, delle quali 3.680 maschi e 3.724 femmine. I bambini di età inferiore o uguale ai sei anni assommavano a 800, dei quali 394 maschi e 406 femmine. Infine, coloro che erano in grado di saper almeno leggere e scrivere erano 5.390, dei quali 2.929 maschi e 2.461 femmine.